# 船尾座NS
船尾座NS，又名CD-39 4084，HD 68553、SAO 198908、HR 3225，是船尾座的一颗恒星，视星等为4.45，位于銀經256.45，銀緯-3.24，其B1900.0坐标为赤經8h 7m 47.1s，赤緯-39° -3.24′ 13″。